# Leszek Dunecki
Leszek Ryszard Dunecki (ur. 2 października 1956 w Toruniu) – polski lekkoatleta, sprinter, medalista olimpijski.

## Osiągnięcia
Jako junior zdobył złoty medal w skoku w dal podczas Mistrzostw Europy Juniorów w 1975.
Startował na Igrzyskach Olimpijskich w Moskwie 1980, gdzie zdobył srebrny medal w sztafecie 4 x 100 m (razem z Krzysztofem Zwolińskim, Zenonem Licznerskim i Marianem Woroninem). W biegach indywidualnych zajął 6. miejsce w biegu na 200 m, a na 100 m odpadł w ćwierćfinale.
Był mistrzem Europy w sztafecie 4 x 100 m na Mistrzostwach Europy w Pradze 1978 (razem z Zenonem Nowoszem, Licznerskim i Woroninem). Indywidualnie był czwarty na 200 m i piąty na 100 m.
Był wicemistrzem Europy w hali na 60 m w Wiedniu 1979.
Siedem razy zdobył tytuł mistrza Polski:
- bieg na 100 m - 1984
- bieg na 200 m - 1978, 1979, 1980, 1981 i 1984
- sztafeta 4 x 100 m - 1982

Osiem razy poprawiał rekordy Polski na 200 m (do 20,24 s) i w sztafecie (do 38,33 s).
Był zawodnikiem AZS-AWF Warszawa i Startu Lublin.
Jest synem Grzegorza Duneckiego, przedwojennego mistrza Polski na 200 m. Leszek Dunecki jest prezesem Lubelskiego Okręgowego Związku Lekkiej Atletyki. Jego żona Małgorzata była także znaną lekkoatletką, olimpijką.

## Rekordy życiowe

### na stadionie
- bieg na 100 metrów - 10,26 s. (12. wynik w historii polskiego sprintu)[1] - 22 czerwca 1984, Lublin
- bieg na 200 metrów - 20,24 s. (2. wynik w historii polskiego sprintu)[1] - 12 września 1979, Meksyk
- skok w dal - 7,98 m - 24 sierpnia 1975, Ateny

### w hali
- bieg na 60 metrów - 6,62 s. - 24 lutego 1979, Wiedeń
- bieg na 200 m - 21,77 s. - 1986
- skok w dal - 7,49 m - 27 lutego 1977, Zabrze